# Paul Prieß
Paul Prieß (auch Paul Priess, * 18. Juli 1879 in Langendreer; † 24. März 1935 in Bochum) war ein deutscher Verwaltungsjurist und Kommunalbeamter. Er war drei Jahre Oberbürgermeister von Bielefeld.

## Leben
Die Fabrikantenfamilie Prieß stammte aus dem Wiehengebirge und war zur Zeit von Prieß' Geburt in Langendreer tätig. Prieß hatte vier Geschwister.
Seine Gymnasialzeit verbrachte Prieß in Bonn. Nach dem Abitur studierte er ab 1898 an der Eberhard-Karls-Universität Rechtswissenschaft. Am 27. Januar 1899 wurde er im Corps Rhenania Tübingen recipiert. Als Inaktiver wechselte er an die Christian-Albrechts-Universität zu Kiel. Am Oberlandesgericht Kiel legte er 1901 die Erste Staatsprüfung ab. Als Einjährig-Freiwilliger diente er beim 2. Thüringischen Infanterie-Regiment Nr. 32 in Meiningen, zuletzt als Hauptmann der Reserve. 1904 wurde er zum Dr. iur. promoviert. 1907 legte er nach dem Referendariat die Zweite Staatsprüfung ab. Er war Hilfsrichter am Amtsgericht Witten und wechselte bald in die Verwaltung Essens. 1911 wurde er Beigeordneter in Bielefeld.
Im Ersten Weltkrieg diente Prieß zunächst in Belgien, später an der Ostfront. Er wurde zweimal verwundet. Aus der russischen Kriegsgefangenschaft entlassen, wurde Prieß 1923 erneut zum Beigeordneten gewählt. Er entwickelte sich zu einem wichtigen Mitarbeiter seines Vorgängers im Oberbürgermeisteramt, Rudolf Stapenhorst. Dessen Nachfolger wird er schließlich am 1. April 1932. Zu seinem Verhältnis zur nationalsozialistischen Diktatur äußert Martin Fröhlich, dass Prieß kein offener Gegner der neuen Ordnung gewesen sein konnte, da er sonst kaum im Amt verblieben wäre. Gleichzeitig muss er politisch motivierte Entlassungen mindestens formal abgesegnet haben. Nach einer Darmoperation starb er 1935 im Amt und hinterließ eine Frau und zwei Kinder. Prieß' Nachfolger wurde Fritz Budde.
Nach Paul Prieß ist die Bielefelder Prießallee ⊙ benannt. Als Kriegsgefangener lernte er Elsa Brändström kennen.